# Sympycnus residuus
Sympycnus residuus är en tvåvingeart som beskrevs av Becker 1922. Sympycnus residuus ingår i släktet Sympycnus och familjen styltflugor. Inga underarter finns listade i Catalogue of Life.